# Famille Ruggieri
Pour les articles homonymes, voir Ruggieri.

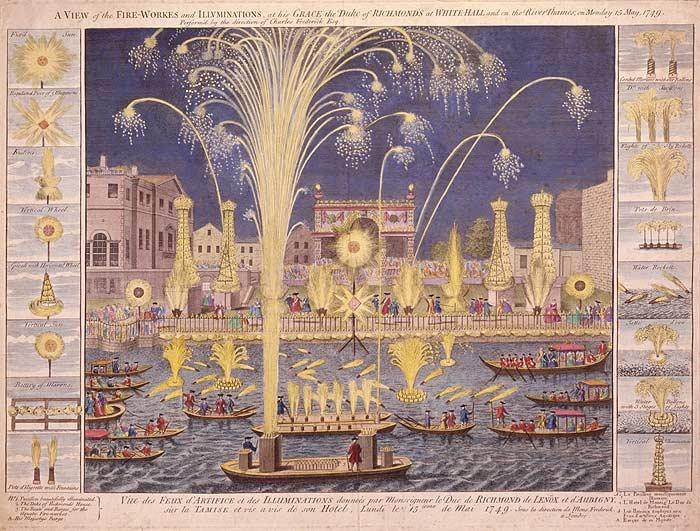
« Vue des feux d'artifice et des illuminations donnés par Monseigneur le duc de Richmond de Lenox et d'Aubigny sur la Tamise et vis-à-vis de son Hôtel, lundi le 15e de mai 1749 ».

La famille Ruggieri est composée d'une fratrie de cinq artificiers originaires de Bologne en Italie installés en France au XVIIIe siècle et de leurs descendants.

## Les frères
Nés à Bologne au début du XVIIIe siècle, les cinq frères Antonio, Francesco, Gaetano, Petronio et Pietro Ruggieri quittent l'Italie pour Paris en 1730.
Ils donnent un spectacle pyrotechnique éblouissant à Versailles à l'occasion du mariage de Madame avec l'infant Philippe d'Espagne en août 1739. Louis XV les charge ensuite d'organiser les divertissements destinés à son « bon peuple ». La direction de l'entreprise est assurée par l'aîné, Petronio, qui se voit accorder par le roi des lettres de grande naturalisation et le titre de gentilhomme de la Chambre. Les spectacles pyrotechniques, associés à ceux de la Comédie-Italienne, sont montés dans le parc de Tivoli. Des représentations réservées à l'aristocratie et à la haute bourgeoisie sont données au château des Porcherons, rue Saint-Lazare, que le roi offre aux Ruggieri.
Le feu d'artifice tiré à Londres en 1749 dans le parc Saint-James sur la Music for the Royal Fireworks de Georg Friedrich Haendel fut organisé, sur les plans de l'architecte Giovanni Niccolò Servandoni par l'un des frères Ruggieri, Gaetano, devenu artificier du roi Georges II.

## Les générations suivantes

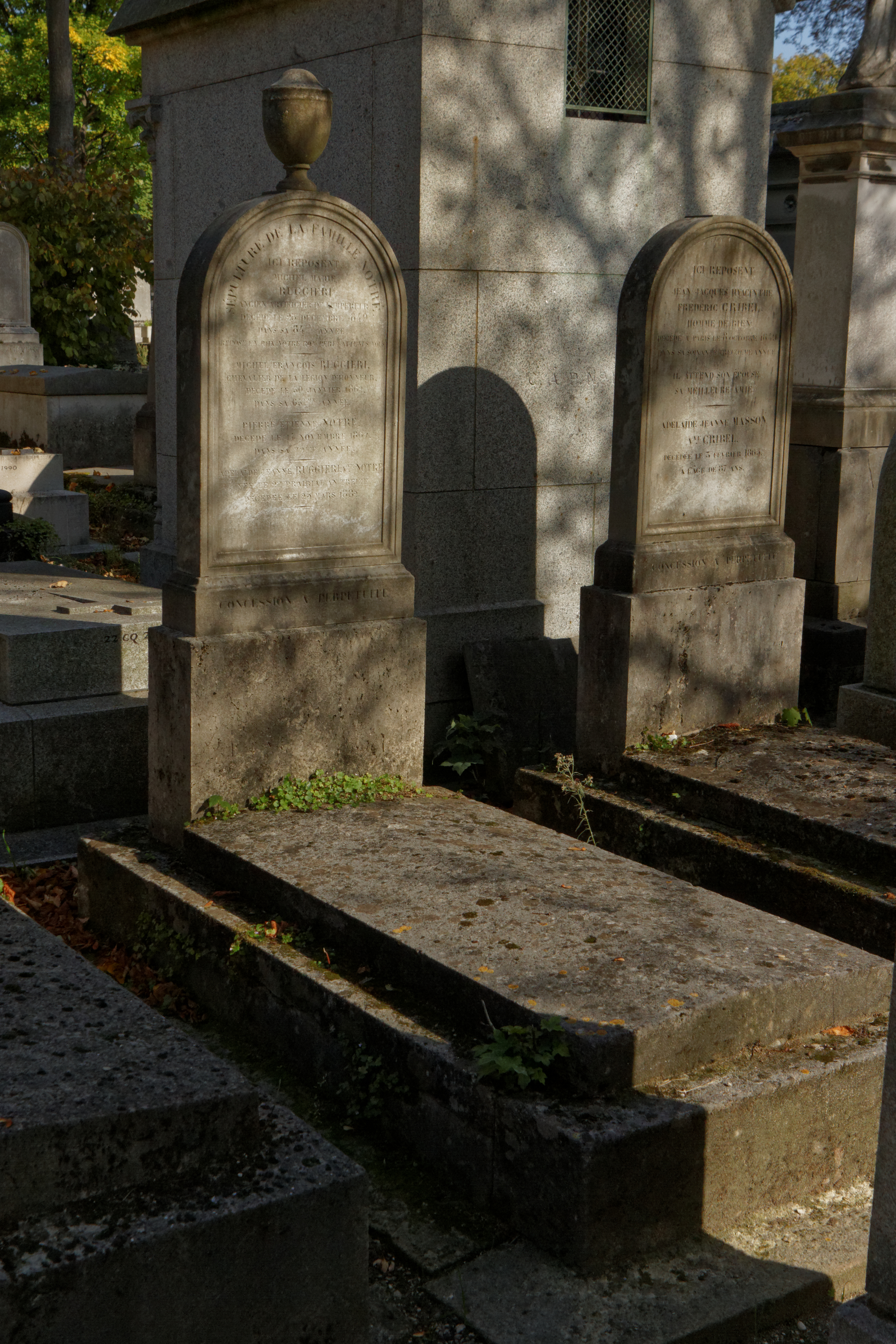
Sépulture de Michel (1765-1849) et François (1796-1862) au cimetière du Père-Lachaise.

- Les deux fils de Petronio (mort en 1794), Michel (mort en 1849) et Claude-Fortuné (mort en 1841) sont les artificiers de Napoléon Ier et de Louis XVIII.
- Le fils de Michel, François (1796-1862), est artificier de Méhémet Ali, vice-roi d’Égypte.
- Le fils de Claude-Fortuné, Désiré-François (1818-1885) reprend l’entreprise familiale et devient l'artificier et le protégé de Napoléon III. Grand érudit, bibliophile, il fut l’élève d'Ingres avant de succéder à son père.